# Videodays
Das VideoDays Festival (2010–2013: VideoDay, 2014–2017 VideoDays, seit 2022 VideoDays Festival) ist ein Hybrid-Event für die deutsche Creators-Szene. Die von 2010 bis 2017 jährlich ausgerichtete Veranstaltung „Videodays“ war das größte YouTuber-Festival Europas und fand in Köln und Berlin statt. Auf den Veranstaltungen trafen YouTube-Künstler auf ihre Zuschauer, gaben Autogramme und traten im Rahmen einer großen Bühnenshow auf.
Im September 2022 wurde das Event als VideoDays Festival über zwei Tage in der Halle Tor 2 in Köln neu aufgelegt. Seitdem findet es einmal jährlich in Köln statt. 2023 wurde das Festival an einem Tag, dem 27. September, veranstaltet. Der Veranstaltungsort liegt im Palladium Köln.

## Geschichte

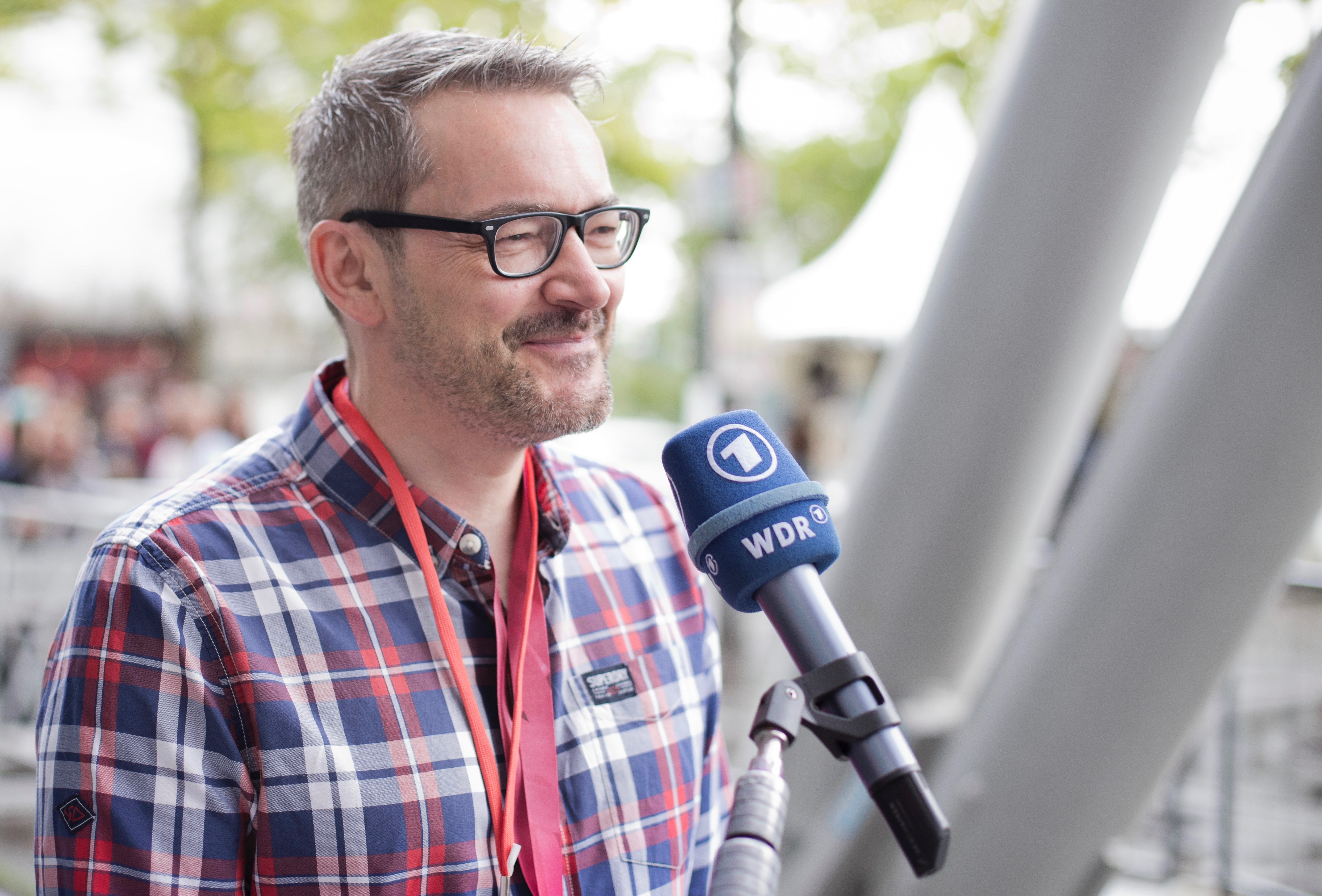
Organisator der VideoDays Christoph Krachten

Erstmals wurde der VideoDay im August 2010 während der Gamescom in einem Raum der Messe Köln veranstaltet. In den folgenden Jahren fanden immer größere Events mit steigenden Besucherzahlen in Räumlichkeiten auf dem Kölner Messegelände und später in der Lanxess Arena statt. Seit 2015 sind die VideoDays auch in anderen europäischen Städten aktiv. Die Idee eines solchen Treffens stammt von Philipp Betz, einem deutschen YouTuber, der unter dem Pseudonym MrTrashpack Videos publiziert. Organisiert werden die Events von einem Team unter der Leitung von Christoph Krachten.
Ab 2013 wurden im Rahmen der VideoDays die sogenannten PlayAwards verliehen, die herausragende YouTube-Produzenten in verschiedenen Kategorien auszeichnen. Zudem gibt es die VideoDays Academy, eine Workshop-Serie für interessierte Webvideo-Creator.
Die für 2018 geplanten VideoDays in Berlin und Köln wurden wenige Wochen vor der Veranstaltung in Berlin aufgrund zu geringer Nachfrage nach Tickets und nicht ausreichendem Sponsoring ersatzlos abgesagt. In den Folgejahren kam es zu keiner weiteren Veranstaltung der VideoDays.
Am 6. und 7. September 2022 fand eine Neuausrichtung der Veranstaltung statt. Unter dem Dach des Mediennetzwerks We Are Era wurden auf dem Festival u. a. Masterclasses, Panel-Diskussionen, Live-Acts, Meet & Greets und eine Award-Show für die talentiertesten Creators Deutschlands präsentiert.
2023 fand das VideoDays Festival am 27. September im Palladium Köln statt.

## Konzept
VideoDays Festival: Als Event von Creators für Creators treffen hier an einem Tag die größten & wichtigsten Creators Deutschlands und Vertreter aus der Industrie aufeinander, tauschen sich in Networking-Sessions aus, lassen sich von Creator Stories inspirieren und lernen in Masterclasses Tipps & Tricks aus erster Hand. Insgesamt gibt es auf dem Festival acht verschiedene Areas, dazu zählen die Main Stage, Masterclass Area, Experience & Networking Area, eine Live Podcast und Livestream Corner, sowie die Creators Lounge, die VD Award Gala und die anschließende Aftershow Party.
Das große Finale der Veranstaltung bildet die Award Gala am Abend, auf welcher Deutschlands beste Creators prämiert werden.
Videodays: Vorrangiges Ziel der VideoDays ist, großen YouTube-Künstlern die Begegnung mit ihren Fans zu ermöglichen. Am sogenannten CommunityDay, dem zweiten Tag der Veranstaltung, können Zuschauer Fotos und Autogramme mit den Stars erhalten. Aufgrund des enormen Bekanntheitsgrades einiger YouTuber werden diese Autogrammslots von Security-Personal gesichert. Kleine und mittelgroße YouTuber können frei auf dem gesamten Gelände getroffen werden.
Im Mittelpunkt des ersten Tages, dem ShowDay, steht eine mehrstündige Bühnenshow, bei der die Künstler mit einem eigens entwickelten Programm auftreten. Dieser Tag wird in einem Videostream via Satelliten-Uplink live im Internet übertragen. Im Vorfeld der Bühnenshow laufen die Künstler über einen roten Teppich, an dem sowohl Gespräche mit Fans als auch mit der Presse stattfinden.
In gesonderten Artist- und Presse-Bereichen besteht für die YouTuber zudem Möglichkeit, sich untereinander auszutauschen und Interviews zu geben.

## Einzelne Veranstaltungen

### 2010
Der erste VideoDay, der am 19. August 2010 in einer Räumlichkeit der Kölner Messe veranstaltet wurde, wurde von Philipp Betz (MrTrashpack) ursprünglich als kleines Treffen deutscher YouTuber geplant. Da ein Großteil der YouTuber-Gemeinschaft aus Gamern bestand, und zahlreiche bekannte Creator aus dem Großraum Köln stammten, wurde ein Zeitpunkt während der Spielemesse gamescom gewählt. Die Veranstaltung wurde aus einer spontanen Idee heraus erst wenige Tage zuvor geplant und angekündigt. Mit rund 400 Teilnehmern handelte es sich damals bereits um das größte YouTuber-Treffen im deutschsprachigen Raum.

### 2011
Im Jahr 2011 wurde für den VideoDay ein größerer Saal im Kongresszentrum der Kölner Messe genutzt. Die Organisation leitete diesmal Christoph Krachten, Betreiber und Moderator des YouTube-Kanals Clixoom. Unterstützt durch Sponsoren konnte – gemessen an der Besucherzahl und der zur Verfügung stehenden Fläche – eine größere Veranstaltung als im Vorjahr realisiert werden. Anfangs rechnete man mit etwa 1.500 Gästen, später wurde diese Zahl auf circa 1.700 Besucher korrigiert. Das ZDF sprach von einer ausverkauften Veranstaltung.
Im Vorfeld wurden über das Internet Zugangscodes verteilt, mit denen ein Einlass garantiert wurde. Anders als im Jahr zuvor handelte es sich nicht mehr nur um ein Treffen, sondern um eine organisierte Veranstaltung mit Live-Auftritten von bekannten YouTubern wie aequitas, MaximNoise, Y-Titty und Herr Tutorial. Zudem nahmen weitere YouTuber wie Coldmirror und DieAussenseiter abseits der Bühne teil. Unterstützt wurde das Event 2011 unter anderem von der Stadt Köln, der gamescom, der IHK Köln und Medien.NRW.

### 2012
Für den VideoDay am 19. August 2012 wurde den Veranstaltern eine ganze Messehalle der Messe Köln zur Verfügung gestellt. Aufgrund der großen Nachfrage wurden im Vorfeld online Eintrittskarten zum kostenfreien Download angeboten. Die Messehalle bestand aus drei Arealen mit unterschiedlichen Aktionsbereichen. Zum ersten Mal wurde eine professionelle Bühne aufgebaut, die mit Lichteffekten sowie Soundanlage und Monitoren ausgestattet war. Auf dieser Bühne fanden mehrere Live-Auftritte bekannter YouTuber, darunter Y-Titty, Gronkh, Lord Abbadon, iBlali, Manniac und Freshtorge, statt. Moderiert wurde von Christoph Krachten und Janique Johnson (Miss Bremen 2011) auf. Im Rahmen der Show wurde ein Weltrekordversuch im Massenbeatboxen gestartet, der vom Berliner Rapper Bee Low initiiert wurde. Die komplette Veranstaltung wurde zudem erstmals als Livestream auf YouTube übertragen. Des Weiteren fanden Video-Übertragungen der „Summer in the City“, einem ähnlichen Treffen in London, statt.
Einer der drei Veranstaltungsbereiche war mit Autogrammecken ausgestattet, die mit individuellen Bannern und Requisiten passend zu den jeweiligen YouTubern gestaltet wurden. In einem dritten Areal wurden auf einer großen Leinwand mit Sitzgelegenheiten ausgewählte Videos bekannter YouTube-Kanäle präsentiert. Laut Online-Portal starsofvideo.de gingen alleine auf der Website des VideoDays über 8.000 Anmeldungen ein, obwohl die Veranstaltung bereits Monate vor der Austragung mit mehr als 4.000 Gästen vollständig ausverkauft war.

### 2013
Aufgrund der Vorjahreserfolge fand der VideoDay am 24. August 2013 erstmals in eigener Veranstaltungsstätte, der Lanxess Arena Köln, statt. Tickets konnten zum ersten Mal käuflich erworben werden. Diese Entscheidung stieß von Seiten der Fans und einigen YouTube-Bekanntheiten zum Teil auf Kritik. Begründet wurde diese Entscheidung mit hohen Kosten für Veranstaltungsort und Sicherheit. Trotz dieser anfänglichen Kritik war die Veranstaltung bereits Monate vor ihrer Austragung restlos ausverkauft.
Am 12. Januar 2013 lud der VideoDay zu einer ersten Pressekonferenz und einem Vorab-Fantreffen in der Lanxess Arena ein. Rund 1.000 Besucher, vornehmlich aus Nordrhein-Westfalen, nahmen Informationen des Kölner Stadt-Anzeiger zufolge, an dieser Veranstaltung teil. Gekommen waren YouTube-Stars wie ApeCrime, LeFloid und Y-Titty. Im Rahmen der Bühnenshow 2013 wurden erstmals die PlayAwards für die herausragendsten Videomacher des Jahres verliehen. Veranstalter Christoph Krachten beschrieb die Veranstaltung 2013 als eine Art Feier für eine neue Jugendkultur:

„Beim VideoDay wird die neue Jugendkultur gefeiert. Die Stars, die daraus hervorgegangen sind, erreichen längst ein Millionenpublikum.“

Insgesamt wurden 5.000 Besucher erwartet. Laut Bild besuchten die Veranstaltung 8.000 Zuschauer, Focus Online, der Kölner Stadt-Anzeiger und Julius Endert im ZDF Blog gingen sogar von 9.500 Besuchern aus. Die Veranstaltung war in zwei Teile gegliedert: Workshops und Autogrammstunden am Vor- und Nachmittag; gegen Abend spielten musikalische Acts wie MC Fitti, Tyler Ward, Eko Fresh und Onkel Berni auf der Bühne. Als Moderator war Benjamin Jaworskyj angereist.

### 2014

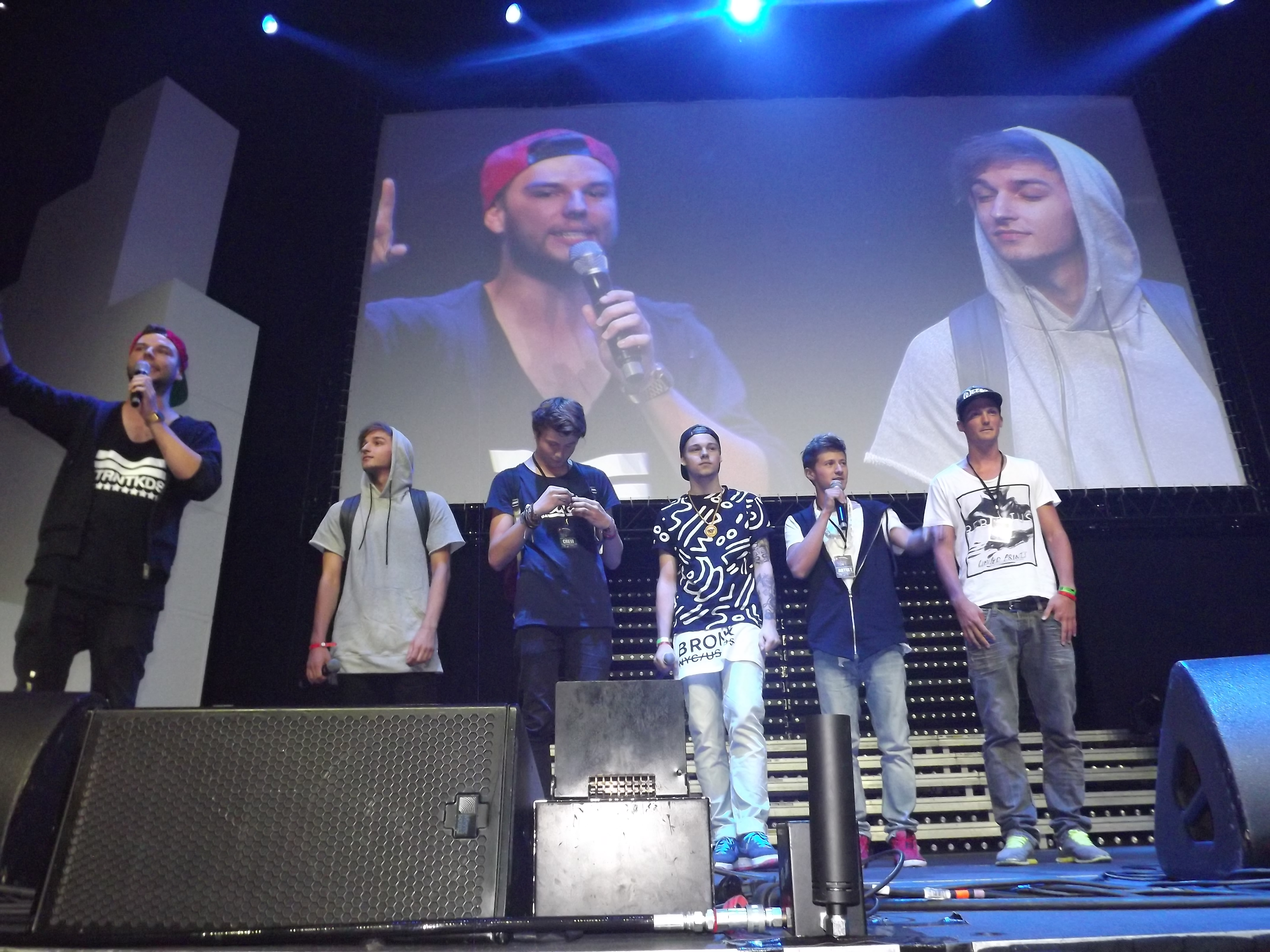
YouTube-Stars auf der Bühne der VideoDays 2014

2014 fand die Veranstaltung erstmals zweitägig, am 15. und 16. August, unter dem Namen „VideoDays“ statt. Am CommunityDay, dem ersten Veranstaltungstag, fanden vorwiegend Autogrammstunden statt; im Zentrum des zweiten Tages, dem ShowDay, standen drei Live-Shows in der Arena. Durch die Öffnung des Oberrangs konnten insgesamt rund 15.000 Tickets verkauft werden. Auf der Bühne traten unter anderem Die Lochis, ApeCrime, Michael Schulte und Y-Titty auf.
Für 2014 war geplant, dass der Gewinner des ersten Hometown Rap Sparring 2013, das von Olli Banjo begleitet wurde, auf den VideoDays auftreten kann.

### 2015
Die VideoDays fanden im Jahr 2015 erstmals in der Geschichte nicht nur in Köln, sondern zudem in Berlin statt, um noch mehr Zuschauern den Besuch der Veranstaltung zu ermöglichen. In Berlin zählten die Veranstalter am 1. und 2. Mai 2015 insgesamt 6.000 Gäste auf dem Gelände der Arena Berlin. Die YouTube-Stars erreichten das Areal am Vormittag des ShowDays mit Booten über die Spree. Auf einem Steg mit Fotowand, Fans und Pressevertretern gab es erneut Gelegenheit für Autogramme und Fotos. Als Main-Acts traten Dat Adam, Kayef, Y-Titty und DieLochis auf.
In Köln fand das Event im August erneut parallel zur gamescom statt. Der Veranstalter vermeldete mit 15.300 Gästen einen neuen Besucherrekord.

### 2016
2016 fanden die VideoDays erneut in Köln und Berlin statt. Veranstaltungsort in Berlin war die Metropolis Halle am Filmpark Babelsberg.

### 2017
2017 wurden die VideoDays vom zur RTL Group gehörenden Multi-Channel-Network Divimove übernommen, welches langfristig eine Weiterentwicklung des Live-Events in Deutschland und die Expansion in weitere Länder in Europa plant. Am 24. und 25. August wurde die Veranstaltung dann erstmals von Divimove ausgetragen; wieder in der Kölner Lanxess Arena. Insgesamt waren 500 Creators der Plattformen YouTube, Instagram und musical.ly vor Ort.

### 2018
Die nächsten VideoDays sollten am 16. und 17. Juni 2018 in der Mercedes-Benz Arena in Berlin und am 11. und 12. August 2018 in der Lanxess Arena in Köln stattfinden. Am 18. Mai 2018 haben die Veranstalter beide VideoDays, aufgrund von unzureichenden Ticketverkäufen und Rücklauf von Sponsoren, abgesagt.

### 2022
2022 fand das VideoDays Festival am 6. und 7. September in Köln statt. Veranstaltungsort war Halle Tor 2 im Stadtteil Müngersdorf.

### 2023
2023 fand das VideoDays Festival am 27. September statt. Veranstaltet wurde das Event im Palladium im Kölner Stadtteil Mülheim.

## VD Award Gala (VideoDays Festival)
Exklusive Gäste aus der Creator-Szene und Industrie, Nominierte, und Wildcard-Gewinner versammeln sich im feinen Ambiente zu einer Show, bei der die besten Creators in ihren Kategorien ausgezeichnet werden.
Anders als im Jahr 2022 wird der VD Award 2023 in gleich 18 Kategorien vergeben. Nominiert und abgestimmt wird durch eine unabhängige Jury. Im Anschluss findet zum feierlichen Anlass noch eine Aftershow Party statt. Die VD Award Gala wird online per Livestream übertragen.

## PlayAward (Videodays)
Am 24. August 2013 wurde im Rahmen des VideoDays erstmals der sogenannte PlayAward für die erfolgreichsten deutschsprachigen Online-Videomacher verliehen. Dies geschah über die Online-Plattform SocialBlade, die jeweils drei erfolgreiche YouTube-Kanäle in mehreren Kategorien ermittelte, welche schließlich für einen Award nominiert wurden. Anschließend wählte eine Fachjury bestehend aus Vertretern verschiedener YouTube-Netzwerke die Gewinner. In den darauffolgenden Jahren setzte sich die Jury immer wieder aus unterschiedlichen prominenten Mitgliedern zusammen. 2014 war unter anderem Frank Elstner Jury-Mitglied, 2015 Cindy aus Marzahn.

### Preisträger 2013
Die Preisträger 2013 waren:
- Beauty, Lifestyle, Fashion: daaruum
- Best Newcomer: LiontTV
- Comedy: Y-Titty
- Information: LeFloid
- Legend: Aggro.TV
- Sports: Flying Uwe

### Preisträger 2014
Die Preisträger 2014 waren:

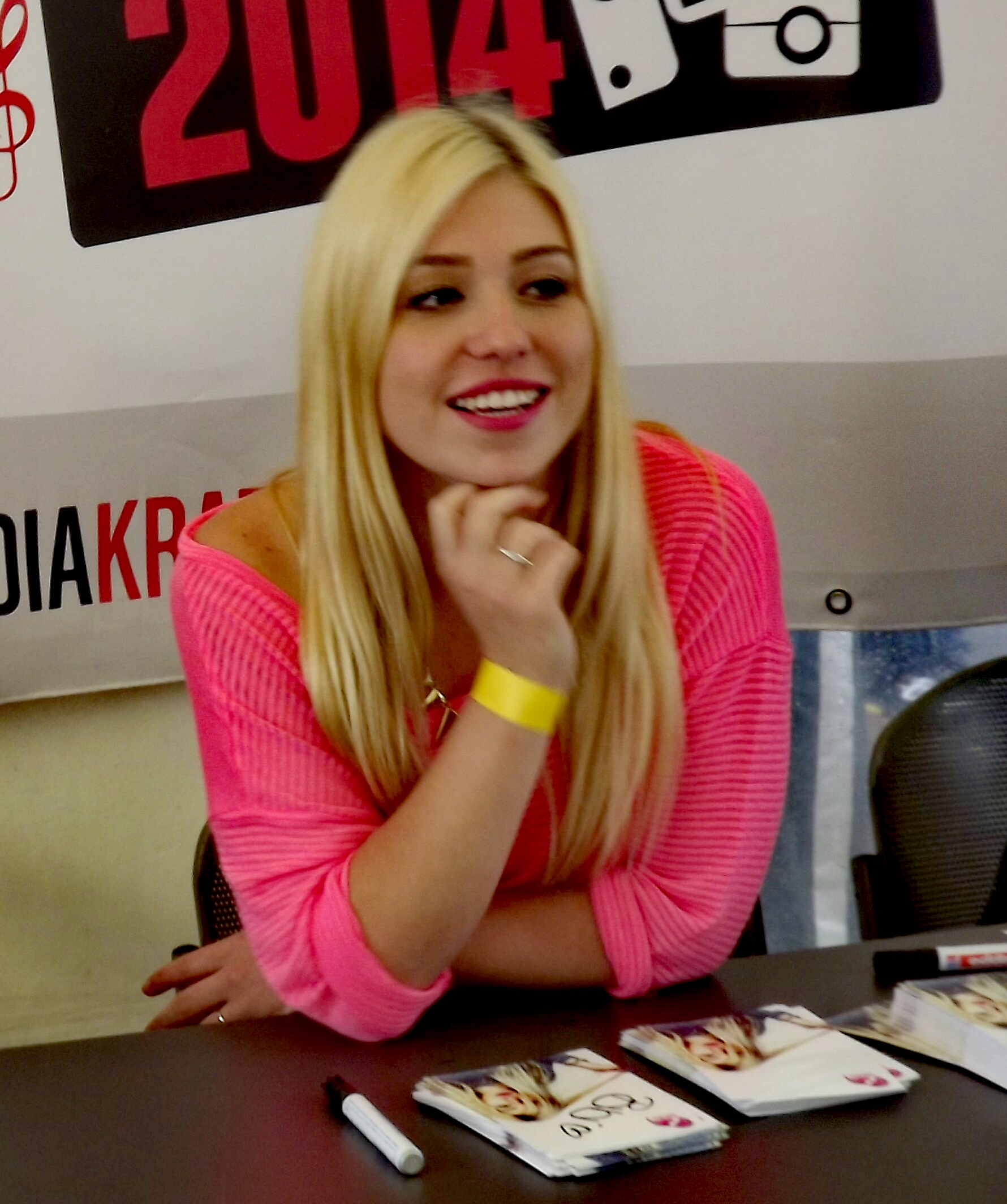
BibisBeautyPalace, Gewinnerin 2014

- Beauty, Lifestyle, Fashion: BibisBeautyPalace
- Best Newcomer: LifeWithPablo
- Comedy: Die Lochis
- Information: Was Geht Ab!?
- Legend: DieAussenseiter
- Musik: Michael Schulte
- Sports: Goeerki

### Preisträger 2015
Die Preisträger 2015 waren:

#### Berlin
- Beauty, Lifestyle, Fashion: Nela Lee
- Best Newcomer: Kim Leitinger
- Information: MrWissen2Go
- Innovation: darkviktory (Team #TubeClash)

#### Köln
- Comedy: TubeHeads
- Performance: Julien Bam
- Science: The Simple Club
- Gaming: Dner
- BravoMusic: Kayef
- Sports: freekickerz
- Brands: YumTamTam
- Legend: Freshtorge

### Preisträger 2016
Die Preisträger 2016 waren:
- Music: Lukas Rieger
- Newcomer: Rezo
- Information: Felixba
- Legend: BibisBeautyPalace

### Preisträger 2017
Die Preisträger 2017 waren:
- Comedy: mirellativegal
- International: Bars and Melody
- Music: Selina Mour
- Legend: Dagi Bee

### Preisträger 2022
Die Preisträger 2022 waren:
- Breakout Creator: Dave
- Best in Shortform: kaan.etm
- Best in Longform: Leeroy Matata
- Best in Streaming: Trymacs
- Animation: Darkviktory
- Beauty & Fashion: unlabeled_
- Comedy: Clemens Brock
- Dance & Arts: JETTE
- Food: Vegane Wunder
- Gaming: HandOfBlood
- Music: Marti Fischer
- News & Commentary: Rezo
- Science & Education: Herr Anwalt
- Lifestyle & Entertainment: Papaplatte
- Sports & Health: Xin
- Special Award Social Responsibility: ichbinhier e.V

### Preisträger 2023
Die Preisträger 2023 waren:
- Music: Vincent Lee
- Best in Shortform: Malte Zierden
- Best in Longform: 7 vs. Wild
- Breakout Creator: Gio1Neun
- News & Commentary: Kayla Shyx
- Lifestyle: Dave
- Beauty & Fashion: Futurist
- Dance & Arts: Miss Ivanka T.
- Documentary: Tomatolix
- Food: Maxxpane
- Science & Education: Niklas Kolorz
- Animation: Simplicissimus
- Gaming: Jasmin Gnu
- Comedy: Jules
- Health: Doc Felix
- Streaming: Papaplatte
- Social Responsibility: Kayla Shyx
- Sports: Fabio Wimber

## Academy
Im Rahmen der VideoDays wird die sogenannte VideoDays Academy veranstaltet. Sie richtet sich in erster Linie an angehende Webvideo-Creator. In Workshop-Sessions und Diskussionsveranstaltungen geben Experten sowie langjährige YouTube-Produzenten Ratschläge und Tipps für die Produktion und Vermarktung erfolgreicher Webvideos.